# Jimmy Bain
Pour les articles homonymes, voir Bain.
James Stewart Bain dit Jimmy Bain, né le 19 décembre 1947 dans le Highland en Écosse et mort le 23 janvier 2016, est un bassiste écossais, connu pour avoir joué avec des groupes comme Rainbow et Dio avec Ronnie James Dio.
Il a aussi travaillé sur les albums solo de Phil Lynott, l'ancien leader du groupe Thin Lizzy.

## Biographie
Jimmy Bain est né à Newtonmore, Highland, en Écosse.
Jimmy a joué dans plusieurs groupes amateurs provinciaux à Vancouver avant d'émigrer avec ses parents.
C'est à partir de la vingtaine qu'il commence une carrière professionnelle avec le groupe Street Noise.
Jimmy Bain rejoint le groupe londonien Harlot en 1974 puis et engagé par Ritchie Blackmore en 1975 avec le groupe Rainbow. Bain restera deux années au sein de Rainbow, il participe à l'enregistrement du deuxième album studio Rising, publié en 1976. Bain est renvoyé début 1977 de Rainbow. En 1978, Jimmy Bain forme le groupe Wild Horses avec Brian Robertson. Le groupe restera actif durant trois années jusqu'en 1981. Bain est engagé fin 1982 par Ronnie James Dio avec son groupe Dio. En 1983, il est pressenti comme remplaçant de Francis Buchholz par Scorpions, lors de l'enregistrement de l'album Love at First Sting.
En 2012, il se joint aux anciens membres de Dio Vivian Campbell, Vinny Appice et Claude Schnell, ainsi que le chanteur Andrew Freeman , pour former Last in Line, un tribute band au groupe de Ronnie James Dio, décédé en 2010. En 2015 le groupe compose des morceaux originaux qui sont publiés en février 2016 sur un premier album intitulé Heavy Crown.
Souffrant de pneumonie, Jimmy Bain meurt le 23 janvier 2016 alors qu'il participe avec Last in Line à la croisière Hysteria On The High Seas, dont la tête d'affiche est Def Leppard. Un cancer des poumons jusqu'alors non diagnostiqué est retenu comme cause de sa mort.

### 1974: Harlot
- Jimmy Bain : basse
- Mick Dyche : guitare
- Mike Japp : guitare
- Ricky Munro : batterie

### 1975: Rainbow
En septembre 1975, Jimmy Bain rejoint le groupe Rainbow, il enregistrera 2 albums, Rising sorti en 1976 et On Stage sorti en 1977.

En janvier 1977 il est renvoyé et remplacé par Mark Clarke.

### 1980: Wild Horses
Au début des années 80, Jimmy Bain forme le groupe Wild Horses avec l'ancien guitariste de Thin Lizzy Brian Robertson, de Clive Edwards et de Neil Carter.
Le groupe signe avec EMI records et sort deux albums, Wild Horses et Stand Your Ground avant que Brian Robertson quitte le groupe pour rejoindre Motörhead.

### 1982: Dio
Ronnie James Dio quitte Black Sabbath pour se consacrer à sa carrière solo, entouré de :
- Jimmy Bain : basse
- Vivian Campbell : guitare
- Vinny Appice : batterie

- Ronnie James Dio : chants & claviers

## Discographie

### Rainbow
- Rising (1976)
- On Stage (1977)
- Live in Germany (1994)

### Mike Montgomery
- Solo (1976)

### Phil Lynott
- Solo in Soho (1980)
- The Philip Lynott Album (1982)

### Wild Horses
- Wild Horses (1980)
- Stand Your Ground (1981)

### Gary Moore
- Dirty Fingers (1983)

### Dio
- Holy Diver (1983)
- The Last in Line (1984)
- Sacred Heart (1985)
- Intermission (1986)
- Dream Evil (1987)
- Magica (2000)
- Killing the Dragon (2002)

### World War III
- World War III (1991)

### 3 Legged Dogg
- 3 Legged Dogg (2007)

### Sledge Leather
- Imagine Me Alive (2012)

### Last in Line
- Heavy Crown (2016)